# Saint-Benoît-des-Ondes
Saint-Benoît-des-Ondes (bret. Lanwezoù) – miejscowość i gmina we Francji, w regionie Bretania, w departamencie Ille-et-Vilaine.
Według danych na rok 1990 gminę zamieszkiwało 775 osób, a gęstość zaludnienia wynosiła 265 osób/km² (wśród 1269 gmin Bretanii Saint-Benoît-des-Ondes plasuje się na 680. miejscu pod względem liczby ludności, natomiast pod względem powierzchni na miejscu 1075.).